# Grammy Award para Melhor Canção em Mídia Visual
O Grammy Award para Best Song Written for Visual Media é uma das categorias do Grammy Awards, cerimônia que premia as realizações na indústria musical. A categoria premia canções escritas para filmes, televisão, video games e outras mídias visuais desde 1988.
De acordo com o guia descritivo do Grammy, para ser indicada, a canção deve conter letra e melodia e ter sido escrita especificamente para o uso em uma mídia visual, além de ter sido lançada comercialmente durante o ano de elegibilidade. O prêmio é entregue aos compositores da música e não ao artista, a não ser que este seja também um dos compositores.

## Vencedores

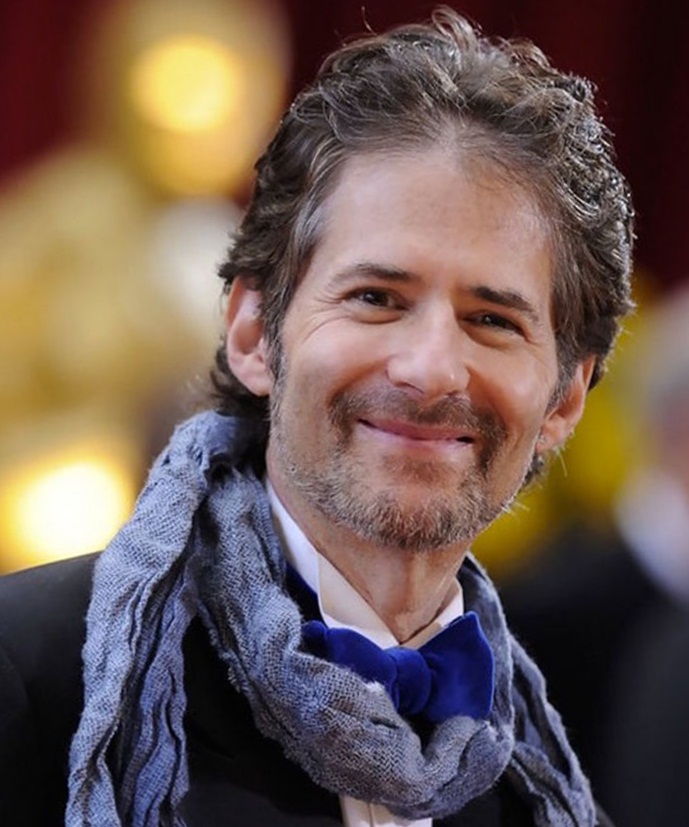
James Horner foi o primeiro vencedor da categoria em 1988 e venceu também em 1999.

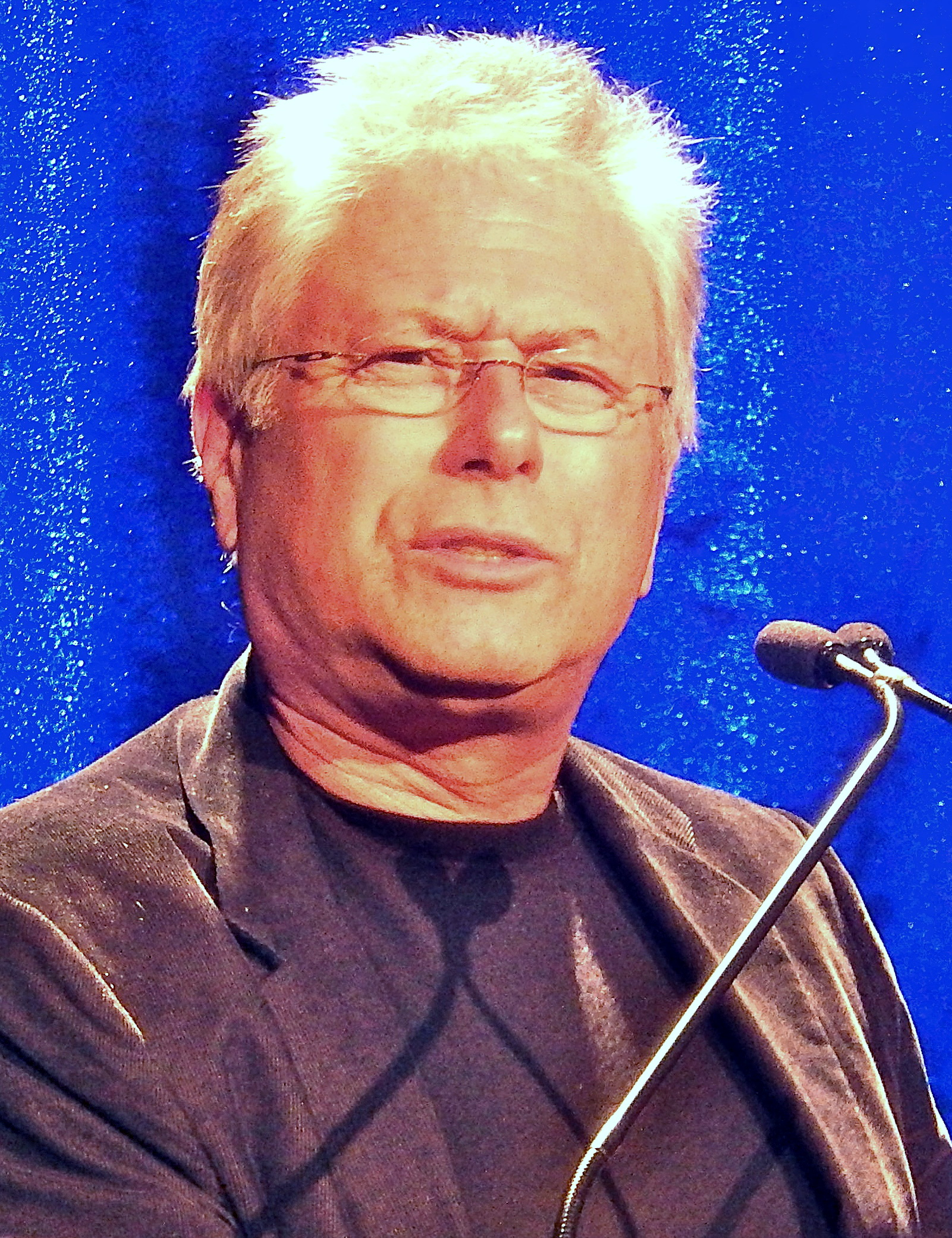
Alan Menken possui 5 vitórias e outras 10 indicações ao prêmio.

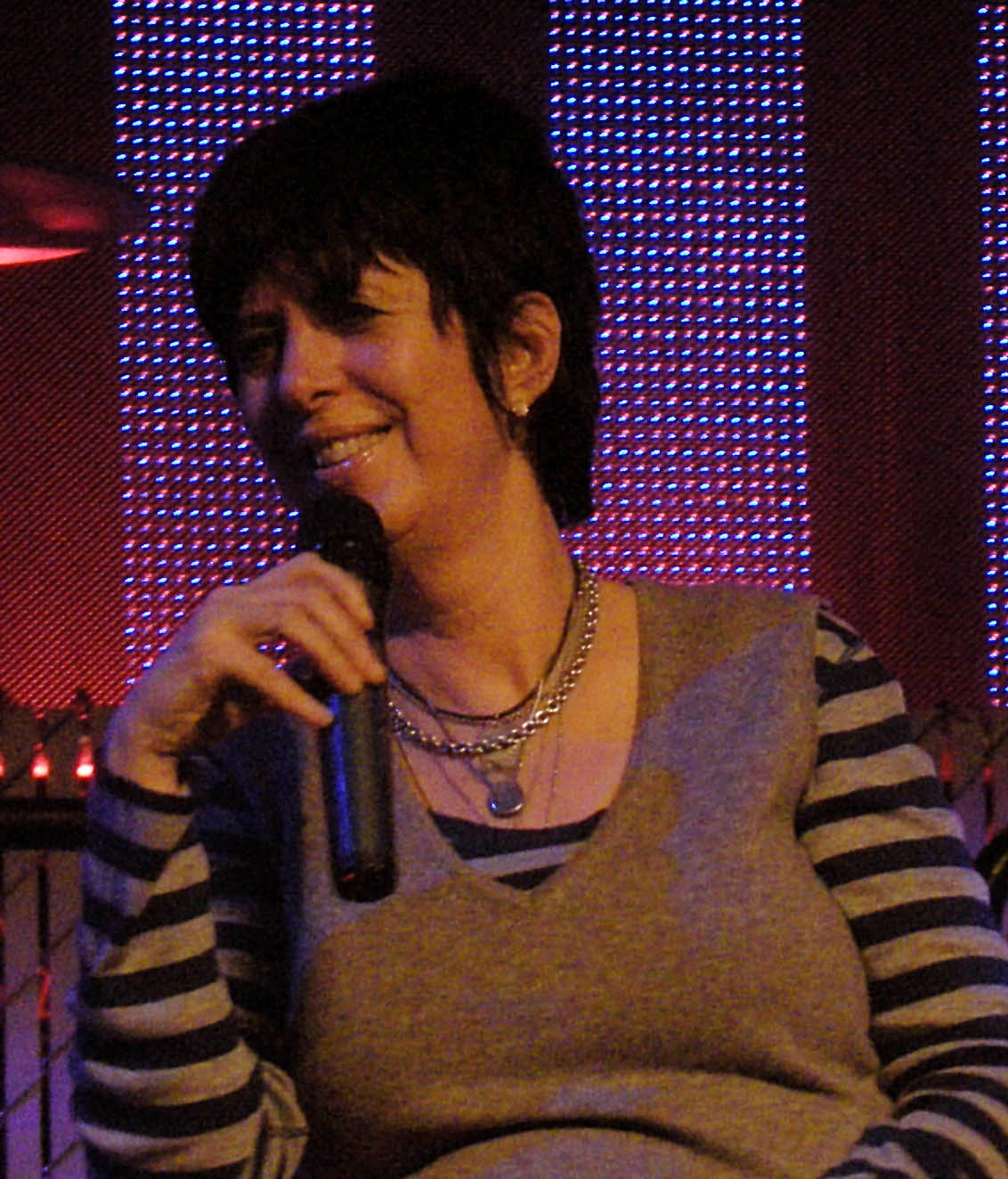
Diane Warren possui 8 indicações e venceu em 1997.

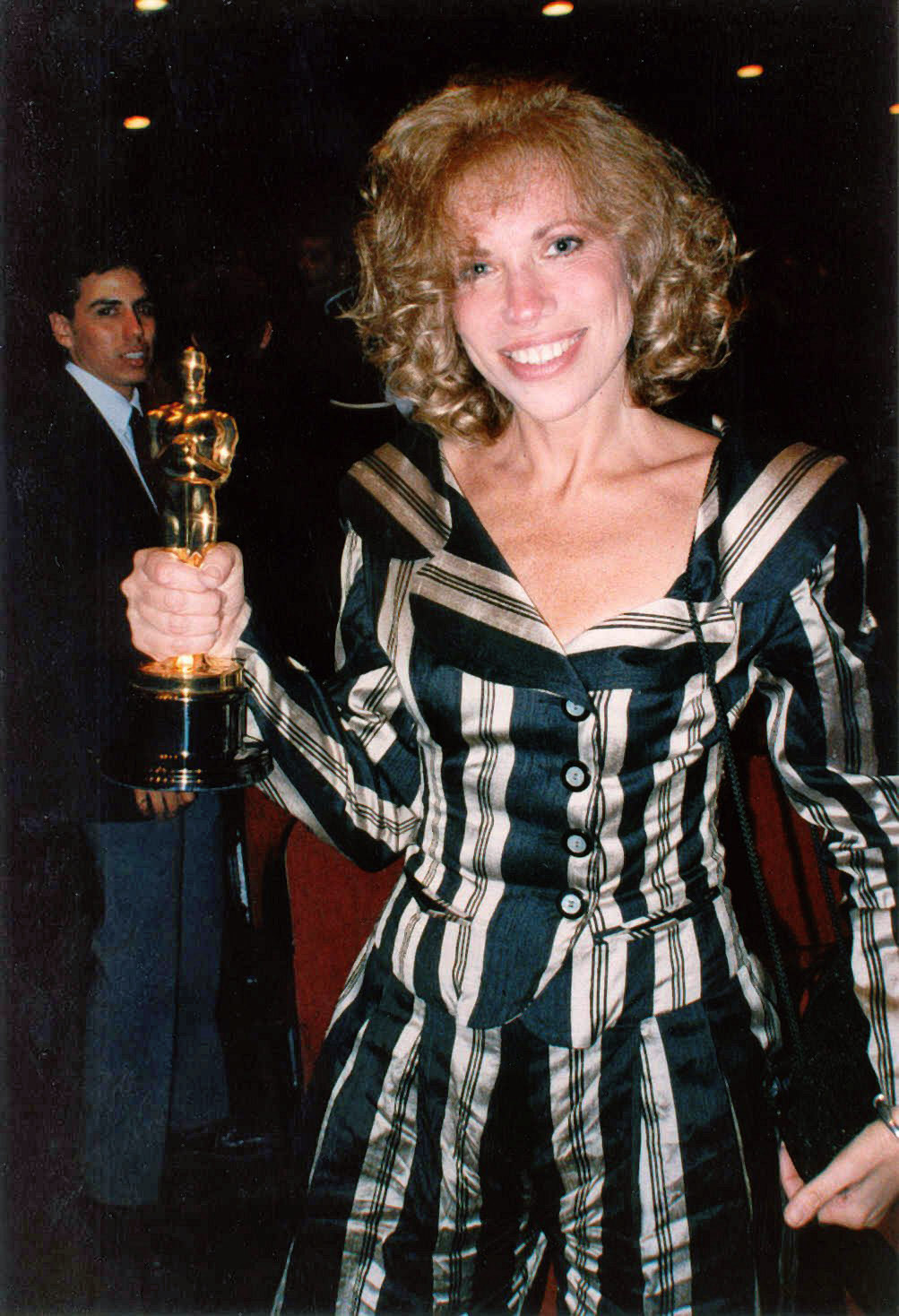
Carly Simon foi a primeira compositora a vencer sozinha a categoria em 1990.

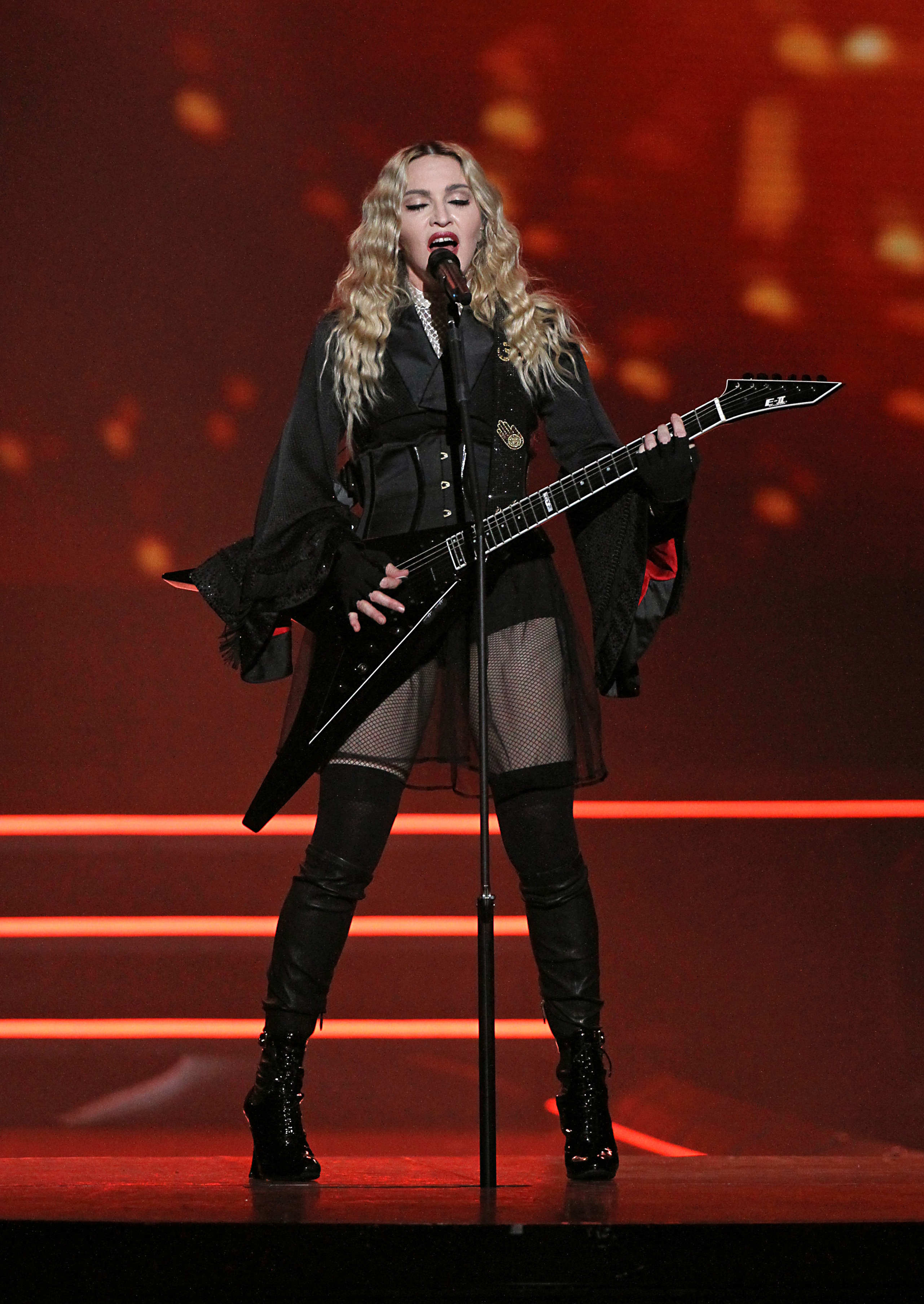
Madonna possui 1 vitória e 4 indicações ao prêmio como intérprete e compositora.

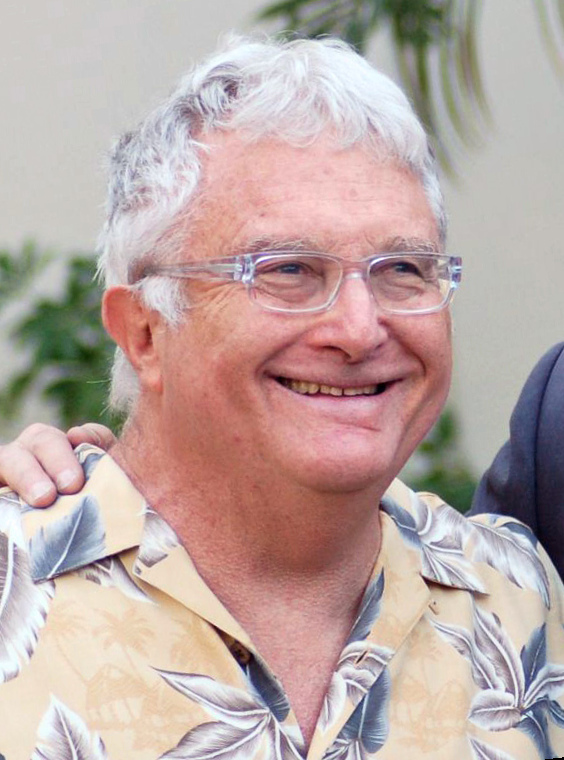
Randy Newman possui 7 indicações e 3 vitórias em grande parte por suas colaborações com a Pixar.

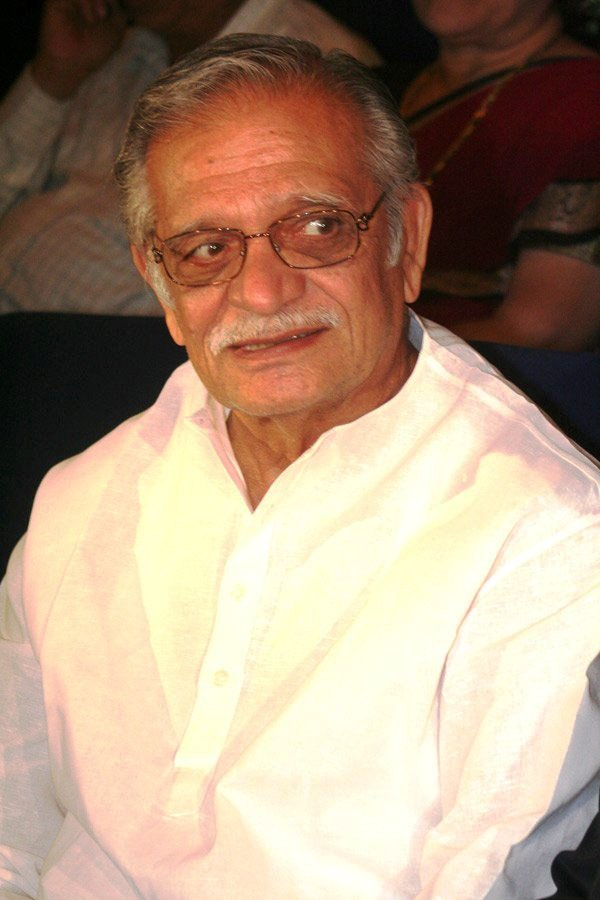
O poeta indiano Gulzar recebeu o prêmio em 2010 por "Jai Ho", tema de Slumdog Millionaire.

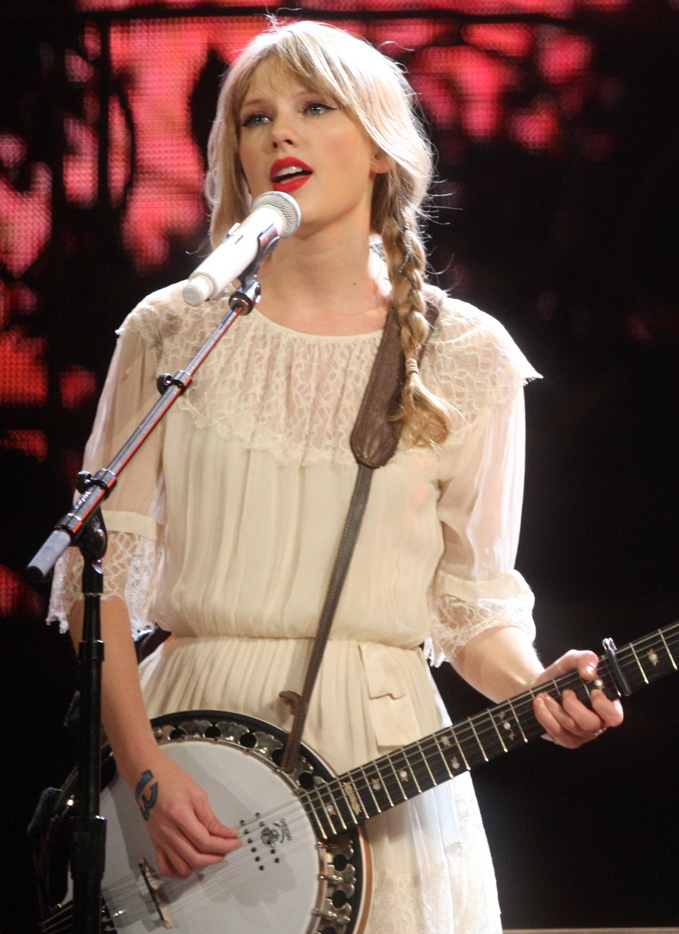
Taylor Swift venceu a categoria em 2013 e foi indicada em 2018 e 2021.

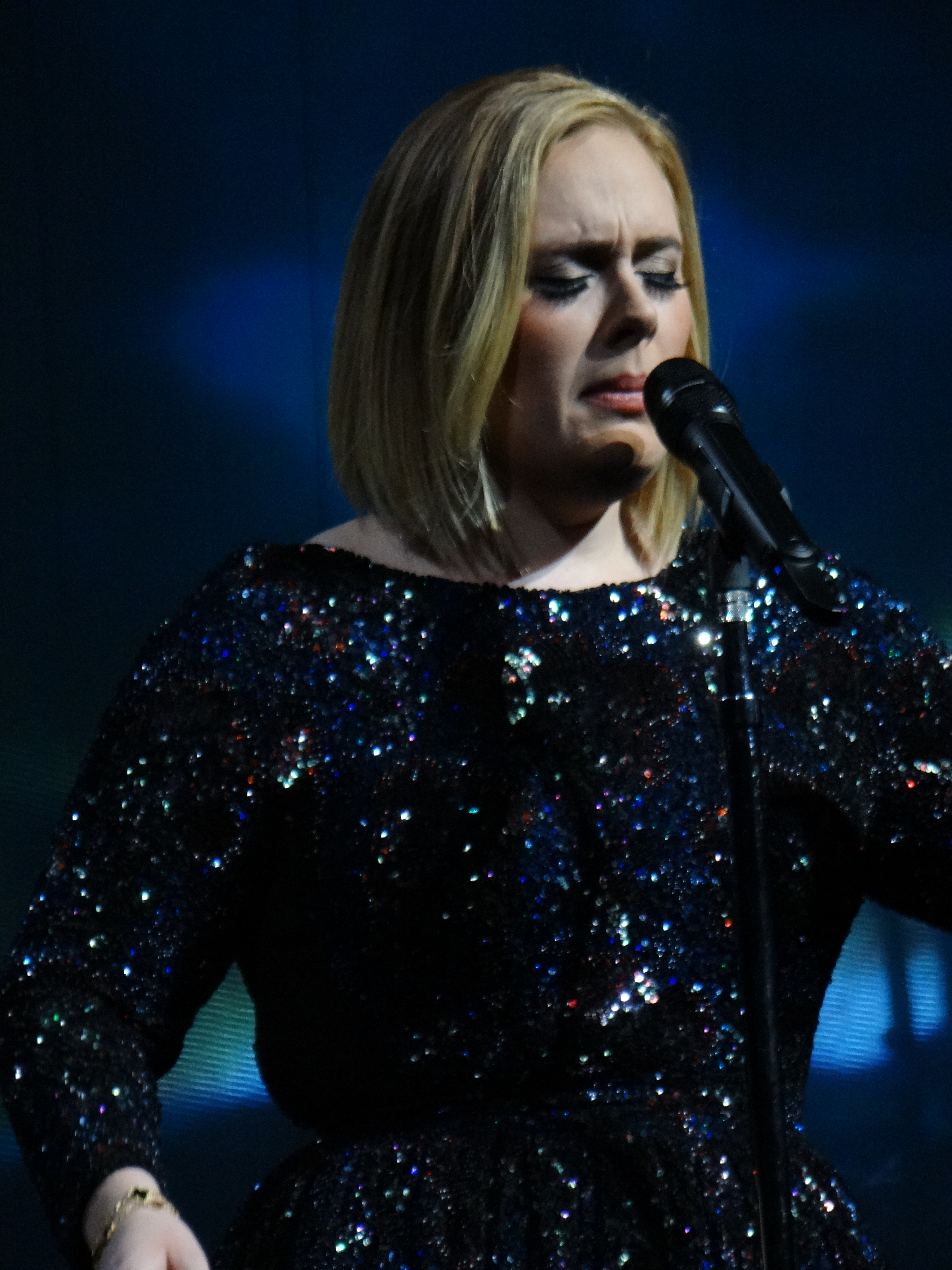
Em 2014, Adele dividiu o prêmio com Paul Epworth.

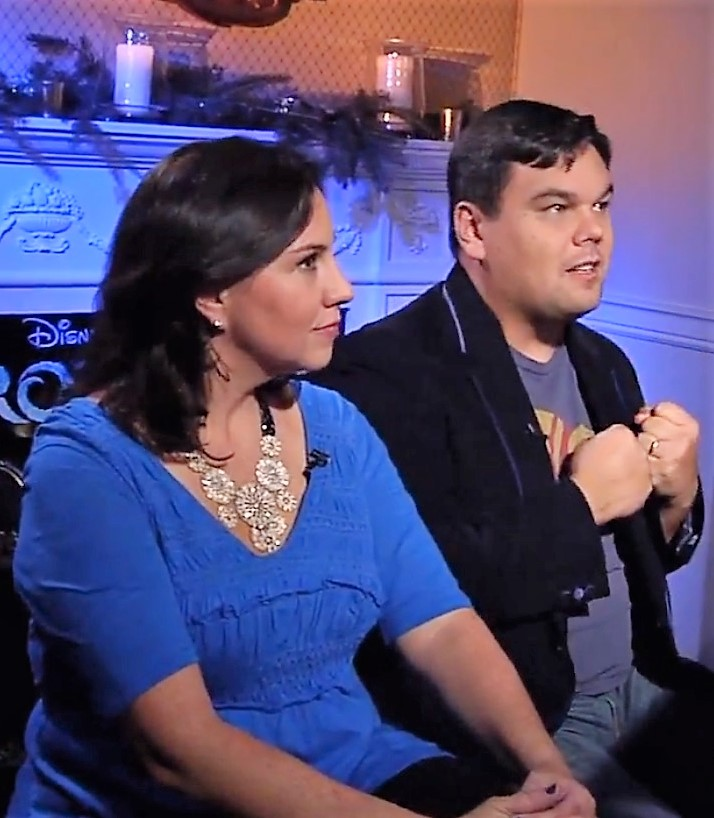
O casal Robert Lopez e Kristen Anderson Lopez venceram a categoria em 2015 e foi indicado em 2019, 2021 e 2022.

Lady Gaga venceu duas vezes consecutivas em 2019 e 2020, ambas pelo trabalho em A Star Is Born.

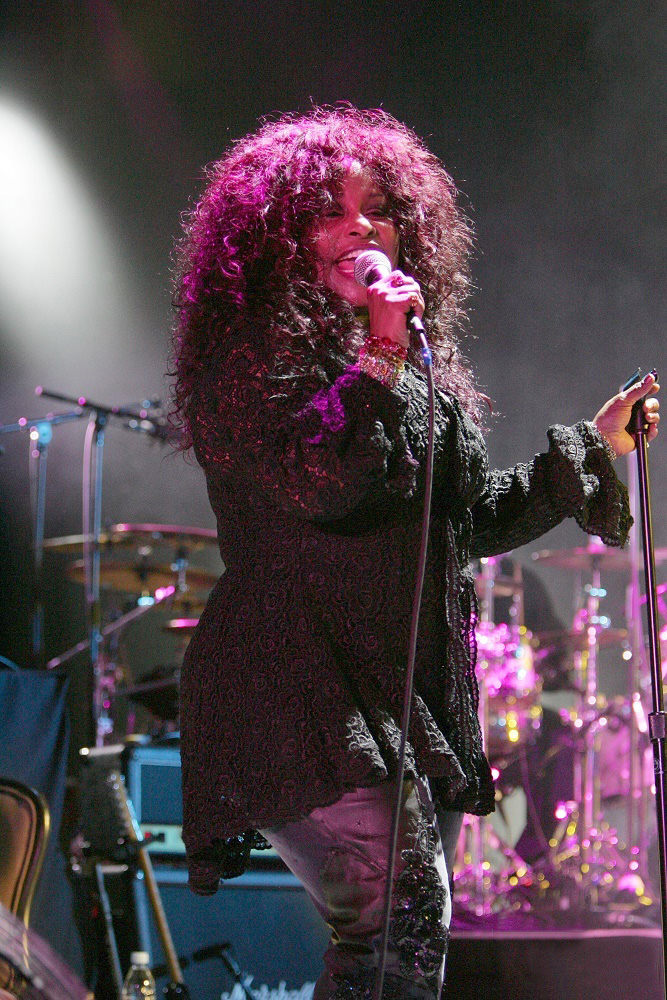
Chaka Khan tornou-se a primeira mulher afro-americana indicada na categoria, em 1996.

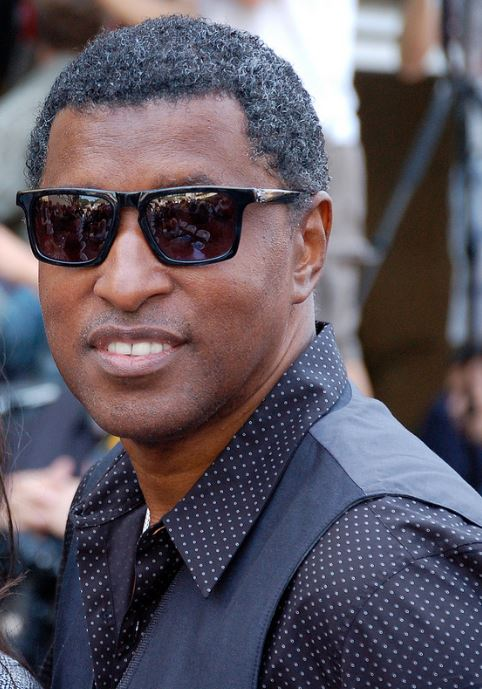
Babyface possui 5 indicações ao prêmio sem nenhuma vitória.

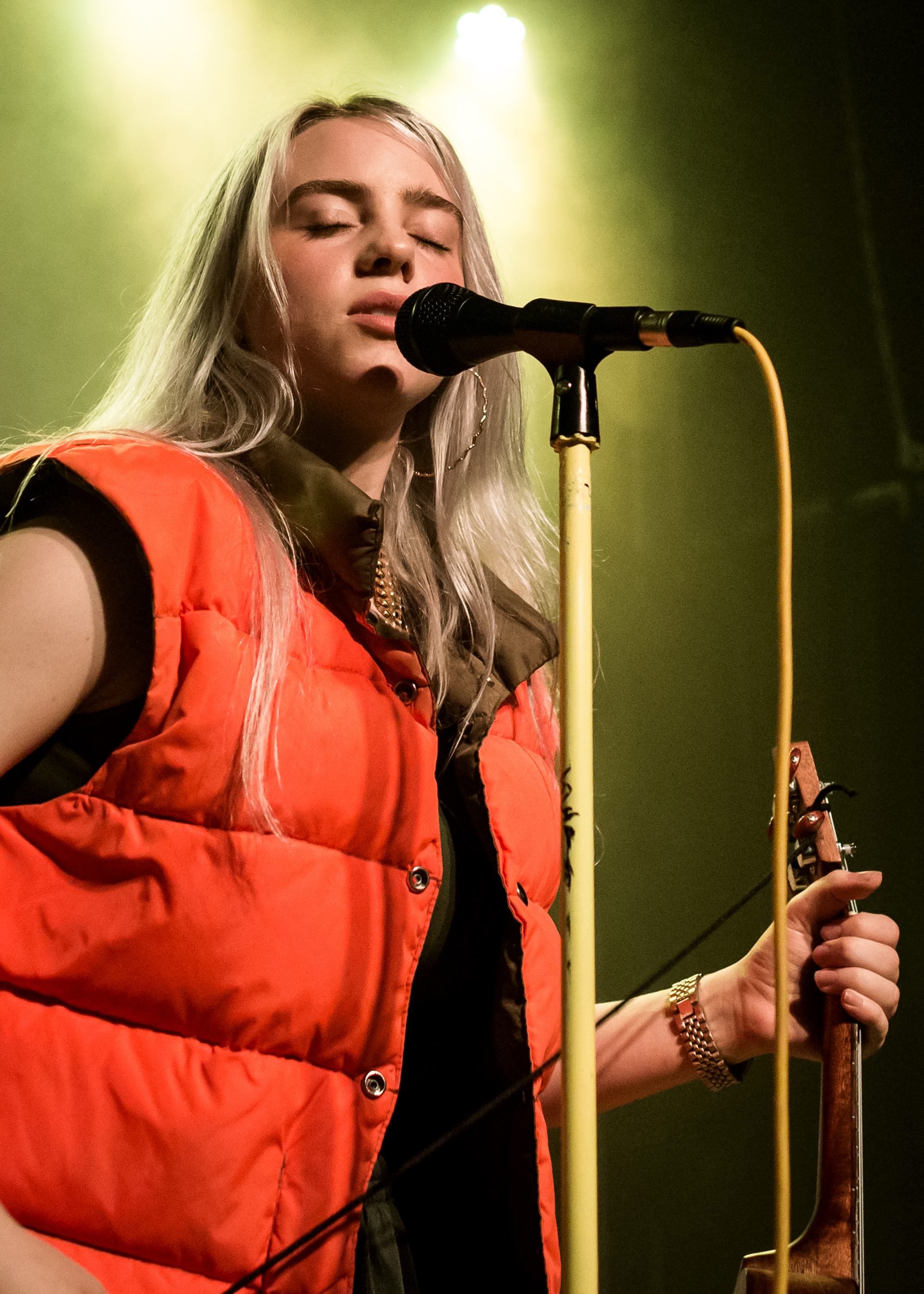
Billie Eilish dividiu o prêmio com seu irmão Finneas O'Connell em 2021.

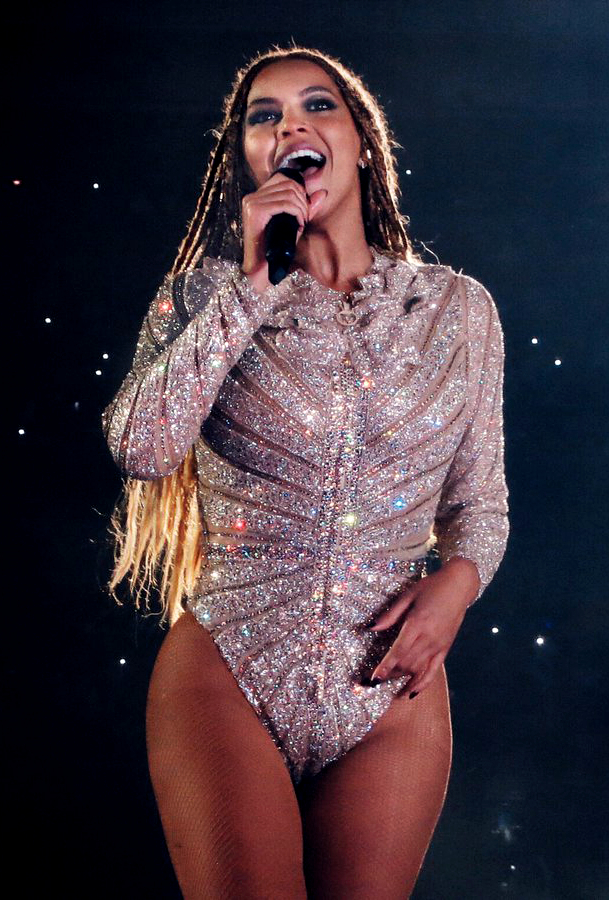
Beyoncé possui 3 indicações sem uma vitória.

Cada ano corresponde ao ano em que a cerimônia foi realizada, premiado trabalhos feitos no ano anterior.
| Ano  | Vencedor                                                     | Nacionalidade                       | Indicados | Ref.  |
| ---- | ------------------------------------------------------------ | ----------------------------------- | --- | ----- |
| 1988 | James Horner, Barry Mann e Cynthia Weil                      | "Somewhere Out There"               | - Al Jarreau e Lee Holdridge – "Moonlighting" - Franke Previte, John DeNicola e Donald Markowitz – "(I've Had) The Time of My Life" - Diane Warren e Albert Hammond – "Nothing's Gonna Stop Us Now" - Patrick Leonard e Madonna – "Who's That Girl" |       |
| 1989 | Phil Collins e Lamont Dozier                                 | "Two Hearts"                        | - Albert Hammond e John Bettis – "One Moment in Time" - Donald Fagen – "Century's End" - Mike Love, Terry Melcher, John Phillips e Scott McKenzie – "Kokomo" - George Fenton e Jonas Gwangwa – "Cry Freedom" |       |
| 1990 | Carly Simon                                                  | "Let the River Run"                 | - Prince – "Partyman" - Randy Newman – "I Love to See You Smile" - Alan e Marilyn Bergman e Marvin Hamlisch – "The Girl Who Used to Be Me" - U2 – "Angel of Harlem" |       |
| 1991 | Alan Menken e Howard Ashman                                  | "Under the Sea"                     | - Stephen Sondheim – "More" - Stephen Sondheim – "Sooner or Later" - Howard Ashman e Alan Menken – "Kiss the Girl" - Jon Bon Jovi – "Blaze of Glory" |       |
| 1992 | Robert Lange, Michael Kamen e Bryan Adams                    | "(Everything I Do) I Do It for You" | - John Williams e Leslie Bricusse – "Somewhere in My Memory" - Stevie Wonder – "Gotta Have You" - Stevie Wonder – "Jungle Fever" |       |
| 1993 | Howard Ashman e Alan Menken                                  | "Beauty and the Beast"              | - Carole King – "Now and Forever" - Michael Kamen, Sting e Eric Clapton – "It's Probably Me" - Robert Kraft e Arne Glimcher – "Beautiful Maria of My Soul" - Eric Clapton e Will Jennings – "Tears in Heaven" |       |
| 1994 | Alan Menken e Tim Rice                                       | "A Whole New World"                 | - Alan Menken e Howard Ashman – "Friend Like Me" - David Foster e Linda Thompson – "I Have Nothing" - Allan Dennis Rich e Jud Friedman – "Run to You" - Steve DuBerry, Lulu Lawrie]] e Billy Lawrie – "I Don't Wanna Fight" |       |
| 1995 | Bruce Springsteen                                            | "Streets of Philadelphia"           | - Carole Bayer Sager, Clif Magness e James Ingram – "The Day I Fall In Love" - Elton John e Tim Rice – "Can You Feel the Love Tonight?" - Elton John e Tim Rice – "Circle of Life" - Madonna, Patrick Leonard e Richard Page – "I'll Remember" |       |
| 1996 | Alan Menken e Stephen Schwartz                               | "Colors of the Wind"                | - Babyface – "Someone to Love" - Bruce Hornsby e Chaka Khan – "Love Me Still" - Bryan Adams, Michael Kamen e Robert Lange – "Have You Ever Really Loved a Woman?" - James Horner, Barry Mann e Cynthia Weil – "Whatever You Imagine" |       |
| 1997 | Diane Warren                                                 | "Because You Loved Me"              | - John Williams, Alan Bergman e Marilyn Bergman – "Moonlight" - Babyface – "Exhale (Shoop Shoop)" - Babyface – "It Hurts Like Hell" - Babyface, Michael Houston e Whitney Houston – "Count On Me" |       |
| 1998 | R. Kelly                                                     | "I Believe I Can Fly"               | - Diane Warren – "How Do I Live" - Cédric Gradus Samson – "Father of Our Nation" - Jud Friedman, James Newton Howard e Allan Dennis Rich – "For the First Time" - Babyface – "A Song for Mama" |       |
| 1999 | James Horner e Will Jennings                                 | "My Heart Will Go On"               | - Diane Warren – "I Don't Want to Miss a Thing" - Alanis Morissette – "Uninvited" - Matthew Wilder e David Zippel – "True to Your Heart" - Sheryl Crow e Mitchell Froom – "Tomorrow Never Dies" |       |
| 2000 | Madonna e William Orbit                                      | "Beautiful Stranger"                | - Randy Newman – "The Time of Your Life" - Diane Warren – "Music of My Heart" - Stephen Schwartz e Babyface – "When You Believe" - Phil Collins – "You'll Be in My Heart" |       |
| 2001 | Randy Newman                                                 | "When She Loved Me"                 | - Samuel J. Barnes, Beyoncé, Jean Claude Olivier e Cory Rooney – "Independent Women Part I" - Aimee Mann – "Save Me" - Peter Buck, Mike Mills e Michael Stipe – "The Great Beyond" - Bob Dylan – "Things Have Changed" |       |
| 2002 | John Flansburgh e John Linnell                               | "Boss of Me"                        | - David Hartley e Sting – "My Funny Friend And Me" - Brandon Barnes e Brian McKnight – "Win" - Diane Warren – "There You'll Be" - Jorge Calandrelli, Tan Dun e James Schamus – "A Love Before Time" |       |
| 2003 | Randy Newman                                                 | "If I Didn't Have You"              | - Erykah Badu, Common e Raphael Saadiq – "Love of My Life (An Ode to Hip-Hop)" - Enya, Nicky Ryan e Roma Ryan – "May It Be" - Chad Kroeger – "[[[Spider-Man (2002)\|Hero]]" - Paul McCartney – "Vanilla Sky" |       |
| 2004 | Christopher Guest, Eugene Levy e Michael McKean              | "A Mighty Wind"                     | - Ludacris e Keith McMasters – "Act a Fool" - Jeff Bass, Eminem e Luis Resto – "Lose Yourself" - Fred Ebb e John Kander – "I Move On" - U2 – "The Hands That Built America" |       |
| 2005 | Annie Lennox, Howard Shore e Fran Walsh                      | "Into the West"                     | - T-Bone Burnett e Elvis Costello – "The Scarlet Tide" - Sting – "You Will Be My Ain True Love" - David Bryson, Adam Duritz, David Immerglück, Matthew Malley e Dan Vickrey – "Accidentally in Love" - Benoît Charest e Sylvain Chomet – "Belleville Rendez-Vous"                                                                                          |       |
| 2006 | Glen Ballard e Alan Silvestri                                | "Believe"                           | - Arcade Fire – "Cold Wind" - John August e Danny Elfman – "Wonka's Welcome Song" - Tom Petty – "Square One" - Andrea Guerra, Wyclef Jean e Jerry Duplessis – "Million Voices" |       |
| 2007 | Randy Newman                                                 | "Our Town"                          | - Imogen Heap – "Can't Take It In" - Melissa Etheridge – "I Need To Wake Up" - Mel Brooks – "There's Nothing Like a Show on Broadway" - Dolly Parton – "Travelin' Thru" from |       |
| 2008 | Siedah Garrett e Henry Krieger                               | "Love You I Do"                     | - David Arnold e Chris Cornell – "You Know My Name" - Prince – "Song of the Heart" - Eddie Vedder – "Guaranteed" - Glen Hansard e Markéta Irglová – "Falling Slowly" |       |
| 2009 | Peter Gabriel e Thomas Newman                                | "Down to Earth"                     | - John Mayer – "Say" - Alan Menken e Stephen Schwartz – "Ever Ever After" - Alan Menken e Stephen Schwartz – "That's How You Know" - Judd Apatow, Marshall Crenshaw, Jake Kasdan e John C. Reilly – "Walk Hard" |       |
| 2010 | Gulzar, A. R. Rahman e Tanvi Shah                            | "Jai Ho"                            | - Karen O e Nick Zinner – "All Is Love" - Josh Farro, Hayley Williams e Taylor York – "Decode" - Ian Dench, James Dring, Amanda Ghost, Beyoncé Knowles, Scott McFarnon e Jody Street – "Once in a Lifetime" - Bruce Springsteen – "The Wrestler" |       |
| 2011 | Ryan Bingham e T Bone Burnett                                | "The Weary Kind"                    | - Randy Newman – "Down in New Orleans" - Simon Franglen, Kuk Harrell & James Horner – "I See You (Theme from Avatar)" - Lucinda Williams – "Kiss Like Your Kiss" - Steve Earle – "This City" |       |
| 2012 | Alan Menken & Glenn Slater                                   | "I See the Light"                   | - Diane Warren – "Born to Be Somebody" - Ron Jones, Seth MacFarlane e Danny Smith – "Christmastime is Killing Us" - Zooey Deschanel – "So Long" - Zac Brown, Wyatt Durrette, Drew Pearson e Anne Preven – "Where The River Goes" - Diane Warren – "You Haven't Seen the Last of Me"                                                                        |       |
| 2013 | T Bone Burnett, Taylor Swift, Joy Williams e John Paul White | "Safe & Sound"                      | - T Bone Burnett, Win Butler e Regine Chassagne – "Abraham's Daughter" - Mumford & Sons – "Learn Me Right" - Marc Shaiman e Scott Wittman – "Let Me Be Your Star" - Bret McKenzie – "Man or Muppet" |       |
| 2014 | Adele e Paul Epworth                                         | "Skyfall"                           | - Guy Berryman, Jonny Buckland, Will Champion e Chris Martin – "Atlas" - Diane Warren – "Silver Lining (Crazy 'Bout You)" - Colbie Caillat e Gavin DeGraw – "We Both Know" - Lana Del Rey e Rick Nowels – "Young and Beautiful" - Regina Spektor – "You've Got Time"                                                                                       |       |
| 2015 | Kristen Anderson-Lopez e Robert Lopez                        | "Let It Go"                         | - Andy Samberg, Akiva Schaffer, Jorma Taccone, Joshua Bartholomew, Lisa Harriton, e Shawn Patterson – "Everything Is Awesome" - Ed Sheeran – "I See Fire" - Glen Campbell e Julian Raymond – "I'm Not Gonna Miss You" - Spike Jonze e Karen O – "The Moon Song"                                                                                            |       |
| 2016 | Common, Rhymefest e John Legend                              | "Glory"                             | - Belly, Deheala, Stephan Moccio e Abel Tesfaye – "Earned It" - Ilya, Savan Kotecha, Max Martin, Tove Lo e Ali Payami – "Love Me like You Do" - Andrew Cedar, DJ Frank E, Wiz Khalifa e Charlie Puth – "See You Again" - Lady Gaga e Diane Warren – "Til It Happens to You"                                                                                |       |
| 2017 | Max Martin, Shellback e Justin Timberlake                    | "Can't Stop the Feeling!"           | - Tyler Joseph – "Heathens" - Oscar Holter, Max Martin, P!nk e Shellback – "Just Like Fire" - Shamann Cooke, Sonny Moore e William Roberts – "Purple Lamborghini" - Sia e Stargate – "Try Everything" - Peter Gabriel – "The Veil" |       |
| 2018 | Lin-Manuel Miranda                                           | "How Far I'll Go"                   | - Justin Hurwitz e Pasek & Paul – "City of Stars" - Jack Antonoff, Sam Dew e Taylor Swift – "I Don't Wanna Live Forever" - Greg Kurstin e Sia Furler – "Never Give Up" - Common e Diane Warren – "Stand Up for Something" |       |
| 2019 | Lady Gaga, Mark Ronson, Anthony Rossomando e Andrew Wyatt    | "Shallow"                           | - Kendrick Lamar, SZA, Al Shux, Sounwave e Anthony Tiffith – "All the Stars" - Sufjan Stevens – "Mystery of Love" - Kristen Anderson-Lopez e Robert Lopez – "RRemember Me" - Pasek & Paul – "This Is Me" |       |
| 2020 | Lady Gaga, Natalie Hemby, Hillary Lindsey e Aaron Raitiere   | "I'll Never Love Again"             | - Dolly Parton e Linda Perry – "Girl in the Movies" - Thom Yorke – "Suspirium" - Beyoncé, Timothy McKenzie e Ilya Salmanzadeh – "Spirit" - Randy Newman – "The Ballad of the Lonesome Cowboy" |       |
| 2021 | Billie Eilish O'Connell e Finneas O'Connell                  | "No Time to Die"                    | - Andrew Lloyd Webber e Taylor Swift – "Beautiful Ghosts" - Brandi Carlile e Phil e Tim Hanseroth – "Carried Me With You" - Kristen Anderson-Lopez e Robert Lopez – "Into the Unknown" - Joshuah Brian Campbell e Cynthia Erivo – "Stand Up" |       |
| 2022 | Bo Burnham                                                   | "All Eyes on Me"                    | - Kristen Anderson-Lopez e Robert Lopez – "Agatha All Along" - Alecia Moore, Benj Pasek e Justin Paul – "All I Know So Far" - D'Mile, H.E.R. e Tiara Thomas – "Fight for You" - Jamie Hartman, Jennifer Hudson e Carole King – "Here I Am (Singing My Way Home)" - Sam Ashworth e Leslie Odom Jr. – "Speak Now"                                            |       |
| 2023 | Lin-Manuel Miranda                                           | "We Don't Talk About Bruno"         | - Beyoncé e Darius Scott Dixson – "Be Alive" - Michael Tucker e Stefani Germanotta – "Hold My Hand" - Billie Eilish O'Connell e Finneas O'Connell – "Nobody Like U" - Taylor Swift – "Carolina" - Angélique Kidjo, Jeremy Lutito e Jessy Wilson – "Keep Rising"                                                                                            | [ 4 ] |
| 2024 | Billie Eilish                                                | "What Was I Made For?"              | - Isis Naija Gaston, Ephrem Louis Lopez Jr. e Onika Maraj – "Barbie World" - Caroline Ailin, Dua Lipa, Mark Ronson e Andrew Wyatt – "Dance the Night" - Mark Ronson e Andrew Wyatt – "I'm Just Ken" - Ryan Coogler, Ludwig Göransson, Robyn Fenty e Temilade Openiyi – "Lift Me Up" - Billie Eilish O'Connell e Finneas O'Connell – "What Was I Made For?" | [ 5 ] |